# Calcification (médecine)
Pour les articles homonymes, voir Calcification.
La calcification est définie par un dépôt de sels de calcium dans des tissus. Elle résulte d'un processus physiologique (exemple : la formation osseuse) ou pathologique, secondaire par exemple à une hypercalcémie.

## Minéralisation osseuse
La calcification physiologique de la matrice osseuse par des cristaux d'hydroxyapatite de calcium confère à l'os sa solidité. Elle se fait par l'intermédiaire de vésicules matricielles, émises par des ostéoblastes ou des chondrocytes hypertrophiques dans la matrice cartilagineuse. Les vésicules matricielles contiennent une forte concentration de phosphatases alcalines et de minéraux.

## Causes de calcifications pathologiques
Le processus de calcification peut survenir pathologiquement dans certains tissus mous (artères, cartilages, valves cardiaques etc.) à la suite d'une hypercalcémie. L'hypercalcémie peut être secondaire à une tumeur ostéolytique primitive ou secondaire (myélome, métastases osseuses), à une hypervitaminose D (favorisant, en excès, l'absorption digestive du calcium), une sarcoïdose, ou encore une hyperparathyroïdie. Elle n'est pas liée aux apports alimentaires.
Des dépôts de calcium peuvent également faire suite à  une nécrose tissulaire, liée à la libération massive de calcium cellulaire.
Certaines causes génétiques sont à l'origine de désordres du système métabolique entraînant des dépôts calciques au niveau du parenchyme rénal, provoquant une néphrocalcinose, pathologie restant asymptomatique dans la majorité des cas. Elle peut également être secondaire à une hypercalcémie, une oxalurie ou la prise de certains médicaments.

## Au niveau mammaire
Au niveau du tissu mammaire, il est fréquent d'observer des microcalcifications (traduisant une activité accrue de certaines cellules) et des macrocalcifications (associées à des modifications bénignes liées au vieillissement, à des masses, d'anciennes lésions ou une inflammation). Ces calcifications ne sont pas associées aux apports calciques alimentaires.